# Surp-Agop-Krankenhaus

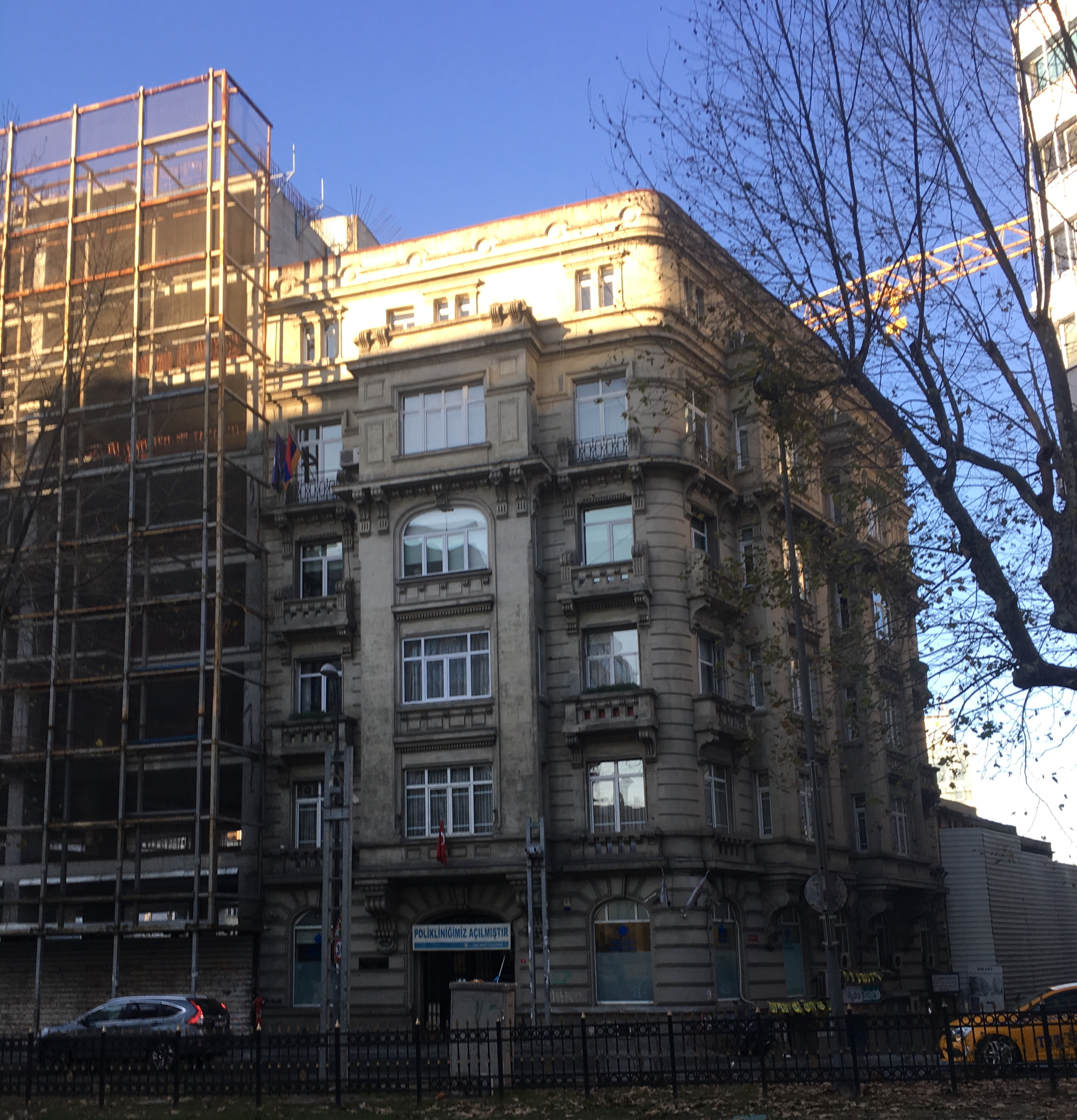
Außenansicht des Surp-Agop-Krankenhauses, Januar 2020

Das Surp-Agop-Krankenhaus (türkisch Surp Agop Hastanesi) oder Armenisches Sankt-Jakob-Krankenhaus ist ein Krankenhaus im Stadtteil (türk.: Semt) Elmadağ des Bezirks (türk.: İlçe) Şişli von Istanbul, das im Jahre 1837 gegründet wurde und noch heute von der armenisch-katholischen Gemeinschaft in der Türkei betrieben wird.
Das Krankenhaus besaß früher alle Rechte am Armenischen Friedhof Pangaltı, der nach dem Völkermord an den Armeniern 1915, bei dem ein großer Teil der Armenier im Osmanischen Reich ermordet oder vertrieben worden waren, 1930 zerstört wurde und durch die Hotels Divan, Hilton und Hyatt, sowie das Gebäude des Türkischen Rundfunks (TRT) überbaut wurde.
Das Krankenhaus wurde sowohl vor, als auch nach dem Ersten Weltkrieg für seine Arbeit geachtet. Nach den damaligen Bezirksnamen war es bekannt als „Das Krankenhaus Sourp-Agop von Pancaldi (auch: Pangaltı) über Pera.“ Das Spendensammeln der Armenier für das Krankenhaus wurde auch nach dem Zweiten Weltkrieg fortgesetzt. Heute ist es ein privates Krankenhaus, das auch für die Türkische Soziale Versicherungsstiftung (Sosyal Güvenlik Kurumu – SGK) tätig und für die gesamte Öffentlichkeit in Istanbul zugänglich ist.